# Termómetro médico

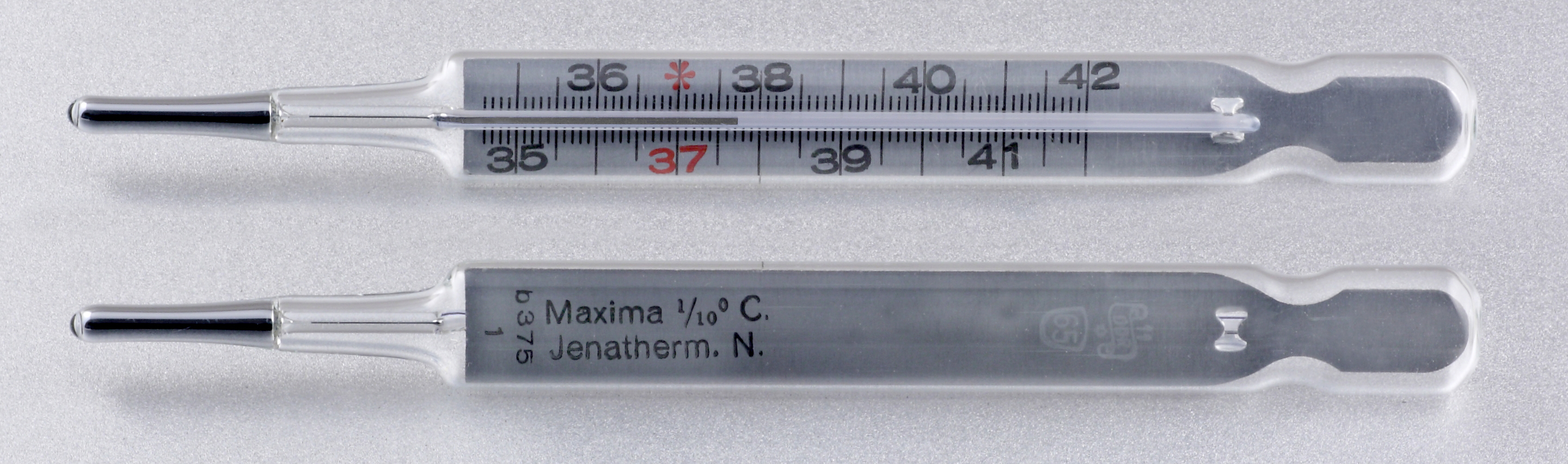
Un termómetro de mercurio médico/clínico que muestra la temperatura de 37.7 °C

Un termómetro médico, también llamado termómetro clínico, se utiliza para medir la  temperatura del cuerpo humano o animal. La punta del termómetro se introduce en la boca bajo la  lengua (temperatura oral o temperatura sublingual), debajo de la de la axila (temperatura axilar), en el recto a través del ano (temperatura rectal), en el oído (temperatura timpánica), o en la  frente (temperatura temporal).

## Historia
El termómetro médico comenzó como un instrumento más apropiadamente llamado termoscopio de agua, construido por Galileo Galilei hacia 1592-1593. Carecía de una escala precisa con la que medir la temperatura y podía verse afectado por los cambios en la presión atmosférica.
El médico italiano Santorio Santorio es el primer individuo conocido que puso una escala medible en el termoscopio y escribió sobre él en 1625, aunque posiblemente inventó uno ya en 1612. Sus modelos eran voluminosos, poco prácticos y tardaban bastante tiempo en tomar una lectura oral precisa de la temperatura del paciente.
Dos individuos cambiaron el agua por el alcohol en el termómetro.
- El más antiguo es  Fernando II de Médici, Gran Duque de Toscana (1610-1670), que creó un termómetro cerrado que utilizaba alcohol hacia 1654.[2]
- Daniel Gabriel Fahrenheit (1686-1736), un físico, ingeniero y soplador de vidrio holandés de origen polaco, también hizo contribuciones a los termómetros. Creó un termómetro de alcohol en 1709 y posteriormente innovó el termómetro de mercurio en 1714. [Descubrió que el mercurio respondía más rápidamente a los cambios de temperatura que el agua que se utilizaba anteriormente.

Fahrenheit también creó la  escala de temperatura Fahrenheit, habiendo registrado el sistema en 1724. La escala se sigue utilizando principalmente para aplicaciones cotidianas en los Estados Unidos, sus territorios y estados asociados, todos ellos atendidos por el  Servicio Meteorológico Nacional de los Estados Unidos, así como Las Bahamas, Belice y las Islas Caimán.
El prominente matemático, astrónomo y físico holandés Christiaan Huygens creó un termómetro clínico en 1665, al que añadió una forma temprana de la escala Celsius ajustando la escala a los puntos de congelación y ebullición del agua. En 1742, el astrónomo sueco Anders Celsius creó la escala de temperatura  Celsius que era la inversa de la escala moderna, en la que 0 era el punto de ebullición del agua, mientras que 100 era la congelación. Posteriormente fue invertida por el botánico sueco Carolus Linnaeus (1707-1778) en 1744.
Trabajando independientemente de Celsius, el físico lionés Jean-Pierre Christin, secretario permanente de la Académie des sciences, belles-lettres et arts de Lyon FR, desarrolló una escala similar en la que 0 representaba el punto de congelación del agua y 100 representaba la ebullición. El 19 de mayo de 1743 publicó el diseño de un termómetro de mercurio, el "Termómetro de Lyon" construido por el artesano Pierre Casati que utilizaba esta escala.
El termómetro médico fue utilizado por el químico y médico Hermann Boerhaave (1668-1738), así como sus notables alumnos Gerard van Swieten (1700-72) y Anton de Haen (1704-76). También lo utilizó por la misma época el médico escocés George Martine (1700-1741). De Haen avanzó especialmente en la medicina con el termómetro. Al observar la correlación en el cambio de temperatura de un paciente y los síntomas físicos de la enfermedad, llegó a la conclusión de que un registro de la temperatura podía informar al médico sobre la salud de un paciente. Sin embargo, sus propuestas no fueron recibidas con entusiasmo por sus colegas y el termómetro médico siguió siendo un instrumento poco utilizado en medicina.
Los termómetros seguían siendo incómodos de transportar y utilizar. A mediados del siglo XIX, el termómetro médico seguía teniendo un pie de largo (30,28 cm) y tardaba hasta veinte minutos en tomar una lectura precisa de la temperatura. Entre 1866-1867, sir Thomas Clifford Allbutt (1836-1925) diseñó un termómetro médico mucho más portátil, que medía sólo quince centímetros y tardaba sólo cinco minutos en registrar la temperatura de un paciente.
En 1868, el médico alemán, psiquiatra pionero y profesor de medicina Carl Reinhold August Wunderlich publicó sus estudios que consistían en más de un millón de lecturas de las temperaturas de veinticinco mil pacientes, tomadas en la bajo el brazo. Con sus hallazgos, pudo concluir que la temperatura de un ser humano sano estaba dentro del rango de 36,3 a 37,5 °C (97,34 a 99,5 °F).
El Dr. Theodor H. Benzinger (13 de abril de 1905 - 26 de octubre de 1999) inventó el termómetro de oído en 1964. Nacido en Stuttgart, Alemania, emigró a los Estados Unidos en 1947 y se convirtió en  ciudadano naturalizado en 1955. Trabajó desde 1947 hasta 1970 en la división de  bioenergética del Centro de Investigación Médica Naval en Bethesda, Maryland.

## Clasificación por localización
La temperatura puede medirse en varias localizaciones del cuerpo que mantienen una temperatura bastante estable (principalmente oral, axilar, rectal, timpánica o temporal). La temperatura normal varía ligeramente con la localización; una lectura oral de 37 °C no se corresponde con lecturas rectales, temporales, etc. del mismo valor. Cuando se cita una temperatura, también debe especificarse el lugar. Si se indica una temperatura sin calificarla (p. ej., temperatura corporal típica), se suele suponer que se trata de una temperatura sub-lingual. Las diferencias entre la temperatura central y las mediciones en diferentes lugares, conocidas como sesgo clínico, se discuten en el artículo sobre  temperatura normal del cuerpo humano. Las mediciones están sujetas tanto al sesgo clínico dependiente del lugar como a la variabilidad entre una serie de mediciones o desviación estándar de las diferencias. Por ejemplo, un estudio descubrió que el sesgo clínico de la temperatura rectal era mayor que el de la temperatura del oído medida por una selección de termómetros sometidos a prueba, pero la variabilidad era menor.

### Oral
La temperatura oral sólo puede tomarse a un paciente que sea capaz de sostener el termómetro firmemente bajo la lengua, lo que generalmente excluye a los niños pequeños o a las personas que están inconscientes o vencidas por la tos, la debilidad o los vómitos. Esto es menos problemático con los termómetros digitales de reacción rápida, pero es ciertamente un problema con los termómetros de mercurio, que tardan varios minutos en estabilizar su lectura.  Si el paciente ha bebido antes un líquido caliente o frío, hay que dejar pasar un tiempo para que la temperatura de la boca vuelva a su valor normal.
El rango típico de un termómetro sub-lingual para uso en humanos es de aproximadamente 35 °C a 42 °C o 90 °F a 110 °F.

### Axila
La temperatura de la axila se mide sujetando el termómetro firmemente bajo la axila. Es necesario mantener el termómetro durante varios minutos para obtener una medición precisa. La temperatura axilar más 1 °C es una buena guía para la temperatura rectal en pacientes mayores de 1 mes. Se sabe que la precisión de la axila es inferior a la de la temperatura rectal.

### Rectal

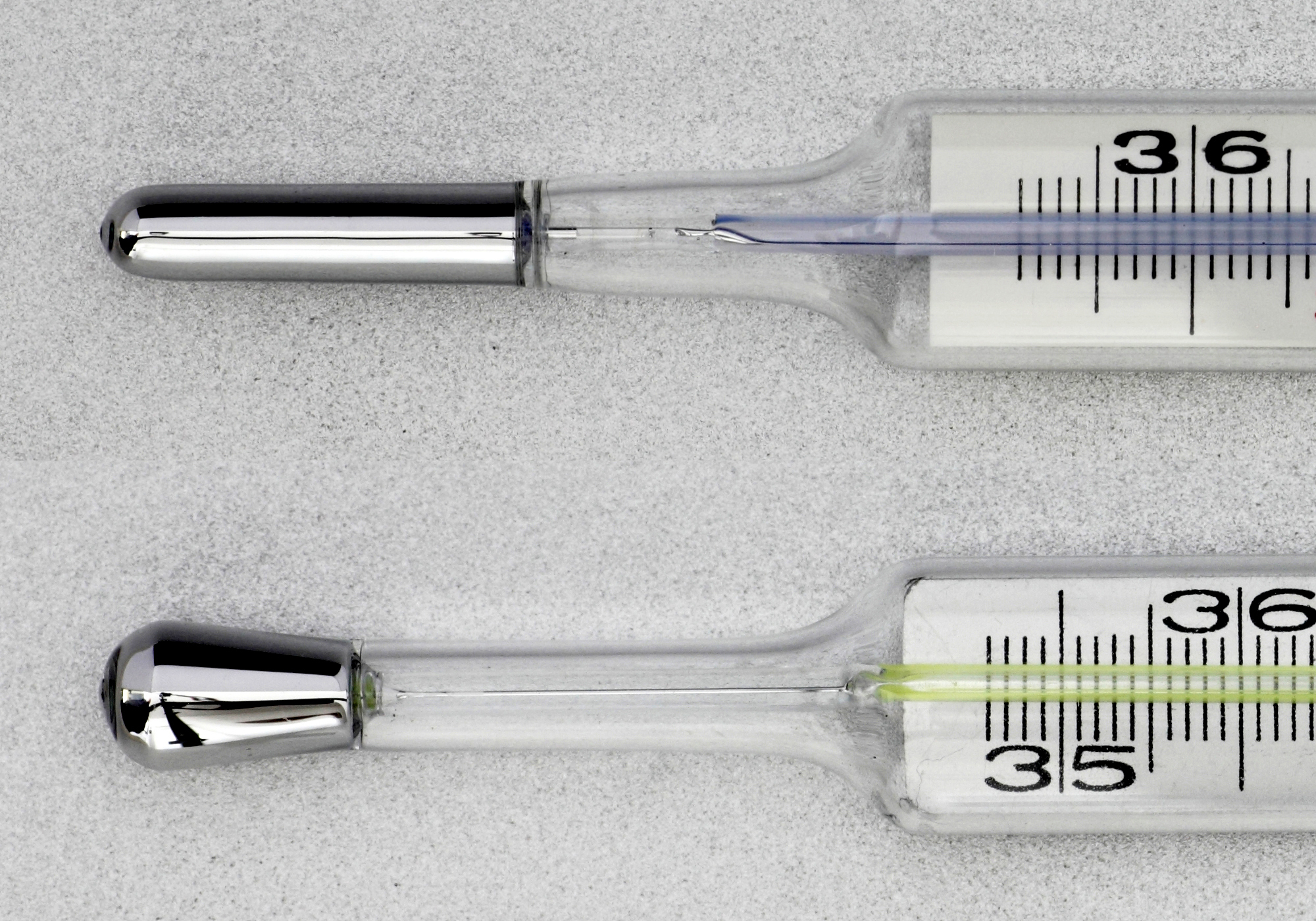
diferentes puntas de prueba (arriba: punta de prueba universal, abajo: punta de prueba rectal)

La toma de temperatura con termómetro rectal, especialmente si la realiza una persona distinta del paciente, debe facilitarse con el uso de un lubricante personal a base de agua.  Aunque la temperatura rectal es la más precisa, este método puede considerarse desagradable o vergonzoso en algunos países o culturas, especialmente si se utiliza en pacientes mayores que los niños pequeños; además, si no se realiza de la forma correcta, la toma de temperatura rectal puede ser incómoda y, en algunos casos, dolorosa para el paciente. La toma de temperatura rectal se considera el método de elección para los bebés.

### Oído
El termómetro de oído fue inventado por el Dr. Theodor H. Benzinger en 1964. En ese momento, buscaba una forma de obtener una lectura lo más cercana posible a la temperatura del cerebro, ya que el hipotálamo, en la base del cerebro, regula la temperatura central del cuerpo. Para ello, utilizó los vasos sanguíneos del tímpano del canal auditivo, que comparte con el hipotálamo. Antes de la invención del termómetro de oído, las lecturas de la temperatura sólo podían realizarse fácilmente en la boca, el recto o la subbrazo. Antes, si los médicos querían registrar una temperatura cerebral precisa, era necesario colocar electrodos en el hipotálamo del paciente.
Este termómetro timpánico tiene un saliente (protegido por una funda higiénica de un solo uso) que contiene la sonda de infrarrojos; el saliente se coloca suavemente en el canal auditivo y se pulsa un botón; la temperatura se lee y se muestra en aproximadamente un segundo. Estos termómetros se utilizan tanto en el hogar como en los centros médicos.
Hay factores que hacen que las lecturas de este termómetro sean hasta cierto punto poco fiables, por ejemplo, la colocación defectuosa en el canal auditivo externo por parte del operador, y la cera que bloquea el canal. Estos factores que producen errores suelen hacer que las lecturas estén por debajo del valor real, por lo que no se puede detectar la fiebre.

### Frente

#### Arteria temporal
Los termómetros de la arteria temporal superficial, que utilizan el principio de infrarrojos para medir la temperatura, son cada vez más comunes en la práctica clínica debido a su facilidad de uso y a su mínima invasión. Debido a la variabilidad de la técnica y a las consideraciones ambientales, las mediciones de los termómetros de la arteria temporal pueden sufrir problemas de precisión, y en menor grado de exactitud. Se ha descubierto que los termómetros temporales tienen una baja sensibilidad de alrededor del 60-70%, pero una muy alta especificidad del 97-100% para detectar la fiebre y la hipotermia. Por ello, se sugiere que no se utilicen en entornos de cuidados agudos como la UCI, o en pacientes con una alta sospecha de desequilibrio de temperatura. La evidencia apoya una mayor exactitud y precisión entre los pacientes pediátricos.

#### Termómetro de tira de plástico
El termómetro se aplica en la frente del paciente. Suele ser una banda recubierta con diferentes marcas sensibles a la temperatura mediante  termómetro de tira de plástico o tecnología similar; a una temperatura determinada, las marcas (números que indican la temperatura) en una región están a la temperatura adecuada para hacerse visibles. Este tipo puede dar una indicación de la fiebre, pero no se considera preciso.

## Clasificación por tecnología

### Relleno de líquido
El termómetro tradicional es un tubo de vidrio con un bulbo en un extremo que contiene un líquido que se expande de manera uniforme con la temperatura. El tubo en sí es estrecho (capilar) y tiene marcas de calibración a lo largo del mismo. El líquido suele ser mercurio, pero los  termómetros de alcohol utilizan un alcohol coloreado. Desde el punto de vista médico, se suele utilizar un termómetro de máxima, que indica la temperatura máxima alcanzada incluso después de haber sido retirado del cuerpo.
Para utilizar el termómetro, se coloca el bulbo en el lugar donde se va a medir la temperatura y se deja el tiempo suficiente para estar seguro de que se alcanza el equilibrio térmico-típicamente cinco minutos en la boca y diez minutos bajo la axila. La lectura máxima se consigue mediante una constricción en el cuello cerca del bulbo.  Cuando la temperatura del bulbo aumenta, el líquido se expande por el tubo a través de la constricción.  Cuando la temperatura desciende, la columna de líquido se rompe en la constricción y no puede volver al bulbo, permaneciendo así inmóvil en el tubo. Después de la lectura del valor, el termómetro debe volver a colocarse en su posición inicial, sacudiéndolo bruscamente para que el líquido vuelva a pasar por el estrechamiento.

#### Mercurio
Los  termómetros de mercurio en vidrios se han considerado los tipos más precisos rellenos de líquido. Sin embargo, el mercurio es un metal pesado tóxico, y sólo se ha utilizado en termómetros clínicos si está protegido contra la rotura del tubo.
El tubo debe ser muy estrecho para minimizar la cantidad de mercurio que contiene -la temperatura del tubo no se controla, por lo que debe contener mucho menos mercurio que la bombilla para minimizar el efecto de la temperatura del tubo- y esto dificulta bastante la lectura, ya que la estrecha columna de mercurio no es muy visible. La visibilidad es menos problemática con un líquido coloreado.
En muchos estados se ha decidido prohibir el uso y la venta de termómetros de mercurio debido al riesgo de manipulación y derrame, y al potencial de causar envenenamiento por mercurio; el vigoroso balanceo necesario para "reajustar" un termómetro de mercurio máximo hace que sea fácil romperlo accidentalmente y liberar vapores de mercurio venenosos. Los termómetros de mercurio han sido sustituidos en gran medida por termómetros digitales electrónicos o, más raramente, por termómetros basados en líquidos distintos del mercurio (como el galinstano, el alcohol coloreado y los cristales líquidos sensibles al calor).

### Termómetros de cambio de fase (matriz de puntos)
Los termómetros de cambio de fase utilizan muestras de sustancias químicas inertes que se funden a temperaturas progresivamente más altas, desde 35,5 °C hasta 40,5 °C, en pasos de 0,1 °C.  Se montan como pequeños puntos en una matriz en una espátula de plástico fina con una cubierta protectora transparente. Se coloca bajo la lengua del paciente. Al cabo de poco tiempo se retira la espátula y se puede ver qué puntos se han fundido y cuáles no: la temperatura se toma como la temperatura de fusión del último punto en fundirse.
Se trata de dispositivos desechables y baratos que evitan la necesidad de esterilizarlos para volver a utilizarlos.

### Cristal líquido
Un termómetro de cristal líquido contiene cristales líquidos sensibles al calor ( termocrómicos) en una tira de plástico que cambian de color para indicar diferentes temperaturas.

### Electrónicos

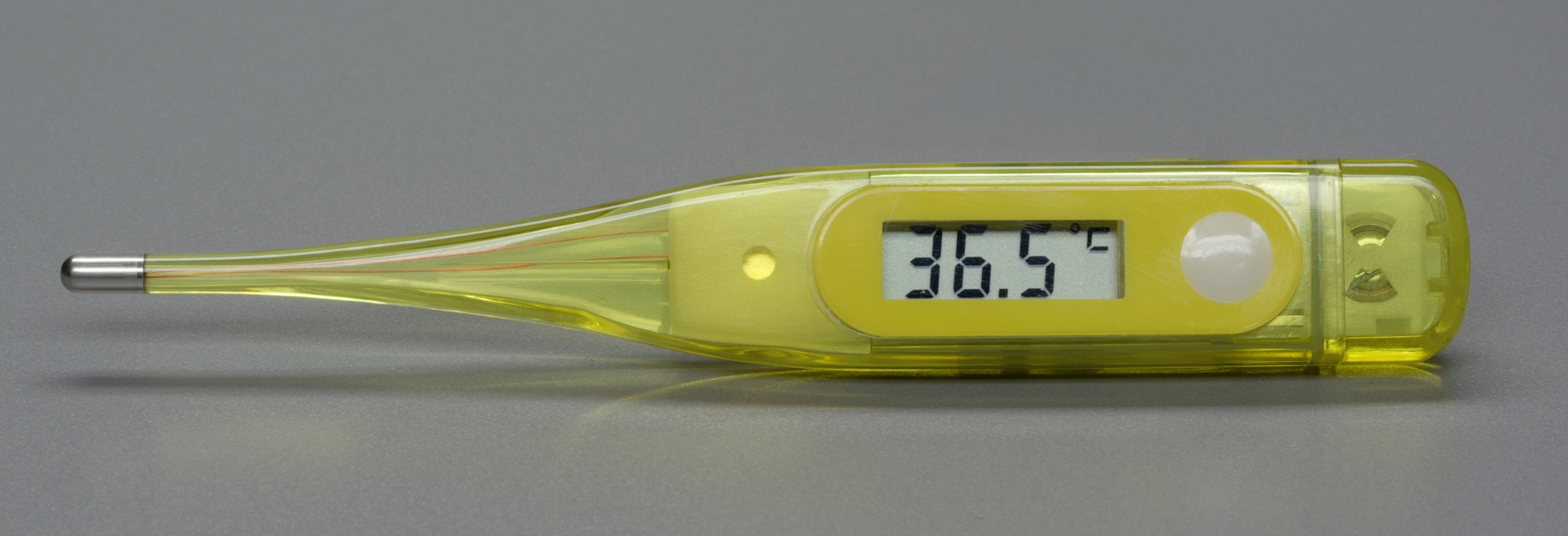
Termómetro clínico electrónico

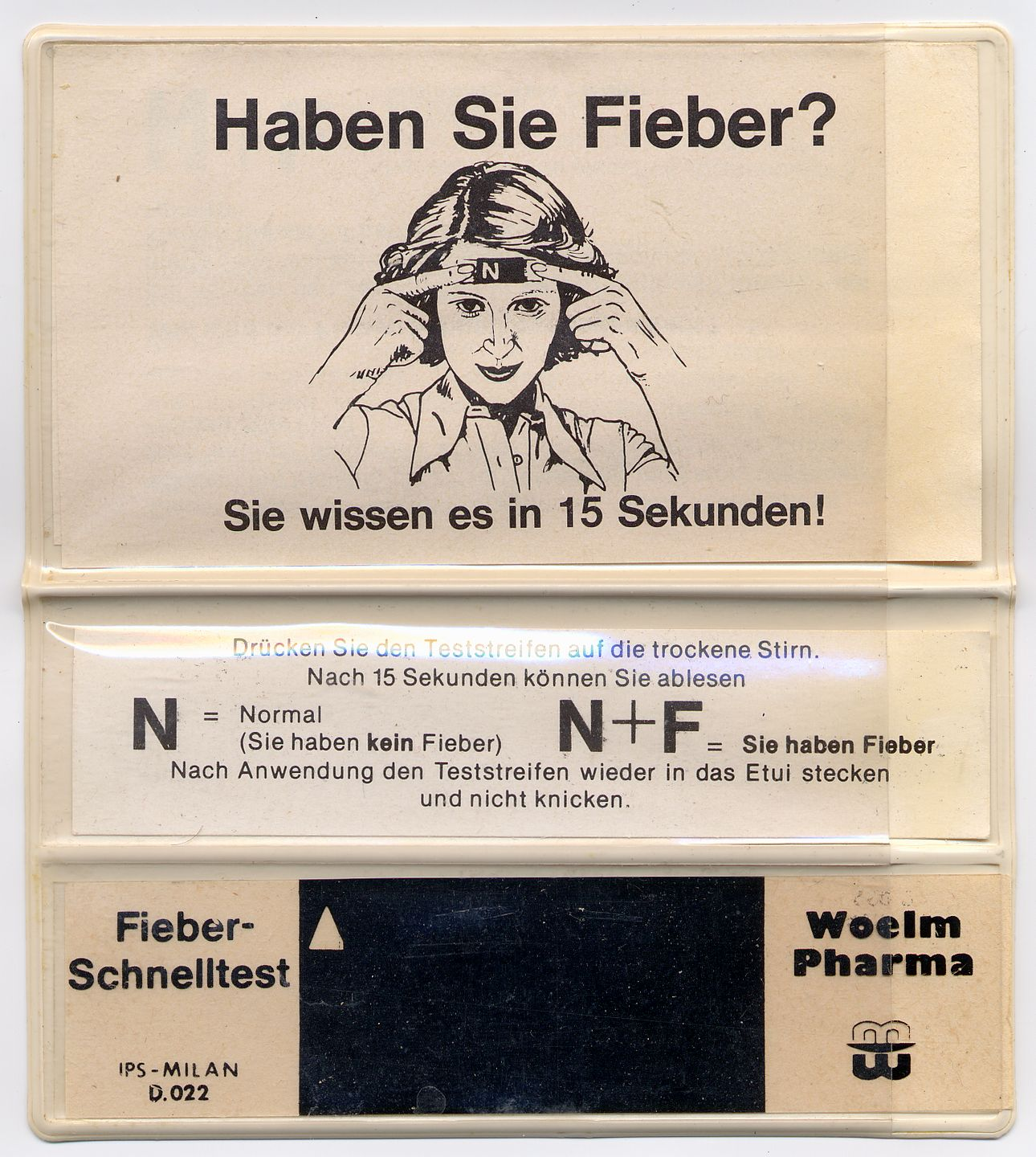
Prueba rápida basada en colores termocrómicos

Desde que se dispone de métodos compactos y económicos para medir y mostrar la temperatura, se han utilizado termómetros electrónicos (a menudo llamados digitales, porque muestran valores numéricos). Muchos muestran lecturas con gran precisión (0,1 °C o 0,2 °F, a veces la mitad), pero esto no debe tomarse como garantía de exactitud: la exactitud especificada debe comprobarse en la documentación y mantenerse mediante recalibraciones periódicas. Un típico termómetro electrónico de oído de bajo coste para uso doméstico tiene una resolución de 0,1 °C, pero una precisión declarada de ±0,2 °C (±0,35 °F) cuando es nuevo. El primer termómetro clínico electrónico, inventado en 1954, utilizaba una sonda flexible que contenía un termistor Carboloy.

### Tipos de termómetros digitales
Detectores de temperatura por resistencia (RTDs)
Los RTD son bobinas de alambre u otras serpentinas de película fina que muestran cambios en la resistencia con los cambios de temperatura. Miden la temperatura utilizando el coeficiente positivo de temperatura de la resistencia eléctrica de los metales. Cuanto más se calientan, mayor es el valor de su resistencia eléctrica. El platino es el material más utilizado porque es casi lineal en un amplio rango de temperaturas, es muy preciso y tiene un tiempo de respuesta rápido. Los RTD también pueden ser de cobre o níquel. Las ventajas de los RTDs incluyen su salida estable durante largos periodos de tiempo. También son fáciles de calibrar y proporcionan lecturas muy precisas. Las desventajas son un rango de temperatura más pequeño, un coste inicial más elevado y un diseño menos robusto.
Termopares

Los termopares son precisos, muy sensibles a los pequeños cambios de temperatura y responden rápidamente a los cambios del entorno. Están formados por un par de hilos metálicos distintos unidos por un extremo. El par de metales genera una tensión termoeléctrica neta entre su abertura y en función de la magnitud de la diferencia de temperatura entre los extremos.
-Las ventajas de los termopares son su gran precisión y su funcionamiento fiable en un rango de temperaturas extremadamente amplio. Además, son muy adecuados para realizar mediciones automatizadas de forma económica y duradera.
-Las desventajas incluyen los errores causados por su uso durante un periodo de tiempo prolongado, y que se requieren dos temperaturas para realizar las mediciones. Los materiales de los termopares están sujetos a la corrosión, lo que puede afectar a la tensión termoeléctrica
Termistor
Los elementos termistores son los sensores de temperatura más sensibles que existen. Un termistor es un dispositivo semiconductor con una resistencia eléctrica que es proporcional a la temperatura. Existen dos tipos de productos.
-Los dispositivos de coeficiente de temperatura negativo (NTC) se utilizan en la detección de la temperatura y son el tipo más común de termistor. Los NTC tienen temperaturas que varían de forma inversa a su resistencia, de modo que cuando la temperatura aumenta, la resistencia disminuye, y viceversa. Los NTC se construyen a partir de óxidos de materiales como el níquel, el cobre y el hierro.
- Los dispositivos de coeficiente de temperatura positivo (PTC) se utilizan en el control de la corriente eléctrica. Funcionan de forma opuesta a los NTC, ya que la resistencia aumenta al aumentar la temperatura. Los PTC se construyen a partir de siliconas termosensibles o materiales cerámicos policristalinos.
- Hay varias ventajas y desventajas en el uso de un termómetro NTC.
- Las ventajas incluyen su pequeño tamaño y su alto grado de estabilidad. Los NTC son también muy duraderos y muy precisos.
- Las desventajas incluyen su no linealidad, y la inadecuación para su uso en temperaturas extremas

#### Contacto
Algunos termómetros electrónicos pueden funcionar por contacto (el sensor electrónico se coloca en el lugar donde se va a medir la temperatura y se deja el tiempo suficiente para que alcance el equilibrio). Por lo general, alcanzan el equilibrio más rápidamente que los termómetros de mercurio, pero el termómetro puede emitir un pitido cuando se ha alcanzado el equilibrio, o bien se puede especificar el tiempo en la documentación del fabricante.

#### Remoto
Otros termómetros electrónicos funcionan por teledetección: un sensor de infrarrojos responde a la radiación emitida desde el lugar. Aunque no están en contacto directo con la zona que se está midiendo, pueden entrar en contacto con parte del cuerpo (un termómetro que detecta la temperatura del tímpano sin tocarlo se introduce en el canal auditivo). Para eliminar el riesgo de infección cruzada del paciente, en las clínicas y hospitales se utilizan fundas de sonda desechables y termómetros clínicos de un solo uso de todo tipo.

#### Precisión
Según una investigación de 2001, los termómetros electrónicos del mercado subestiman significativamente las temperaturas más altas y sobrestiman las más bajas.  Los investigadores concluyen que "la actual generación de termómetros clínicos electrónicos y digitales, en general, puede no ser lo suficientemente precisa o fiable como para sustituir a los tradicionales termómetros de vidrio/mercurio".

### Termómetro basal
Un termómetro basal es un termómetro utilizado para tomar la temperatura corporal basal (base), la temperatura al despertar.  La temperatura corporal basal se ve mucho menos afectada que la temperatura diurna por factores ambientales como el ejercicio y la ingesta de alimentos.  Esto permite detectar pequeños cambios en la temperatura corporal
Los termómetros orales de vidrio suelen tener marcas cada 0,1 °C o 0,2 °F.  La temperatura basal es lo suficientemente estable como para requerir una precisión de al menos 0,05 °C o 0,1 °F, por lo que los termómetros basales de vidrio especiales son distintos de los termómetros orales de vidrio.  Los termómetros digitales que tienen una resolución suficiente (0,05 °C o 0,1 °F es suficiente) pueden ser adecuados para controlar la temperatura basal del cuerpo; la especificación debe ser comprobada para asegurar la precisión absoluta, y los termómetros (como la mayoría de los instrumentos digitales) deben ser calibrados a intervalos especificados. Si sólo se requiere la variación de la temperatura basal, la precisión absoluta no es tan importante siempre que las lecturas no tengan una gran variabilidad (por ejemplo, si la temperatura real varía de 37,00 °C a 37,28 °C, un termómetro que lea de forma inexacta pero constante un cambio de 37,17 °C a 37,45 °C indicará la magnitud del cambio). Algunos termómetros digitales se comercializan como "termómetros basales" y tienen características adicionales como una pantalla más grande, funciones de memoria ampliadas o un pitido para confirmar que el termómetro está bien colocado.

## Termómetros inteligentes y portátiles
Un termómetro inteligente es capaz de transmitir sus lecturas para que puedan ser recogidas, almacenadas y analizadas.  Los termómetros portátiles pueden proporcionar una medición continua, pero es difícil medir la temperatura corporal central de esta manera.